# 中根正親
中根 正親（なかね まさちか、1890年10月16日 - 1984年8月16日）は、中根式速記法の創案者。京都両洋高等学校の創立者。

## 著書
- 『中根式速記講解』（京都速記学校、1916年）
- 『要体－中根正親創案』（新教授法研究所、1981年）